# بخش د کرونل روزالس
|footnotes=
}}
بخش د کرونل روزالس (به اسپانیایی: Partido de Coronel Rosales) یک منطقهٔ مسکونی در آرژانتین است که در استان بوئنوس آیرس واقع شده‌است. بخش د کرونل روزالس ۱٬۳۱۲ کیلومتر مربع مساحت و ۶۰٬۸۹۲ نفر جمعیت دارد.